# Distretto di Kurate
Il distretto di Kurate (鞍手郡, Kurate-gun?) è uno dei distretti della prefettura di Fukuoka, in Giappone.
Attualmente fanno parte del distretto i comuni di Kotake e Kurate.
| Controllo di autorità | VIAF (EN) 256606337 · NDL (EN, JA) 00629935 |